# Sarah Amiri
Sarah bint Yousif Al Amiri (en árabe: سارة بنت يوسف الأميري‎) (1987) es la ministra de Estado de Ciencias Avanzadas, presidenta del Consejo de Científicos y subdirectora de Proyectos de la Misión a Marte de los Emiratos Árabes Unidos (EAU).

## Trayectoria
Amiri estudió informática en la Universidad Americana de Sharjah, donde obtuvo una licenciatura y una maestría. Siempre estuvo interesada en la ingeniería aeroespacial, pero creció en un momento en el que los EAU no tenían un programa espacial. Comenzó su carrera en el Emirates Institution for Advanced Science and Technology, donde trabajó en el DubaiSat-1 y DubaiSat-2. Después, se unió al Ministerio de Cambio Climático y Medio Ambiente de los EAU antes de asumir un puesto de responsabilidad en el World Trade Center Dubái. 
En 2016, fue nombrada directora del Consejo Científico de los EAU, y actualmente es la directora científica de la Misión a Marte de los EAU conocida como Hope. En la misión participan también la Universidad de Colorado en Boulder, la Universidad de California en Berkeley y la Universidad Estatal de Arizona.
En el Salón TEDxDubai, Amiri habló sobre la misión Hope a Marte. En noviembre de 2017, Amiri se convirtió en la primera emiratí en hablar en un evento internacional de TED, cuando habló sobre la misión Hope a Marte en Luisiana. El proyecto plantea empezar la misión en 2020 para celebrar el 50.º aniversario, en 2021, de los Emiratos Árabes Unidos. Fue oradora invitada en el Foro Económico Mundial de 2016.
En octubre de 2017, Amiri fue nombrada Ministra de Estado de Ciencias Avanzadas en el Gabinete de los EAU, y, en un esfuerzo por aumentar la colaboración científica mundial, recorrió las instituciones científicas de Estados Unidos en noviembre del mismo año. Participó en el Foo Camp 2018.
El 20 de julio de 2020 emiratos Árabes Unidos lanzó la nave espacial Amal con la primera sonda exploratoria a Marte denominada Hope cuyo objetivo es elaborar la primera imagen completa del clima durante un año marciano (unos 687 días terrestres), misión que fue comandada por Amiri.

## Reconocimientos
En 2020, Amiri fue incluida en lista 100 Women de la BBC, que reconoce a las mujeres más influyentes de este año, dentro de la categoría Conocimiento.